# 마이즈루 해군 공창

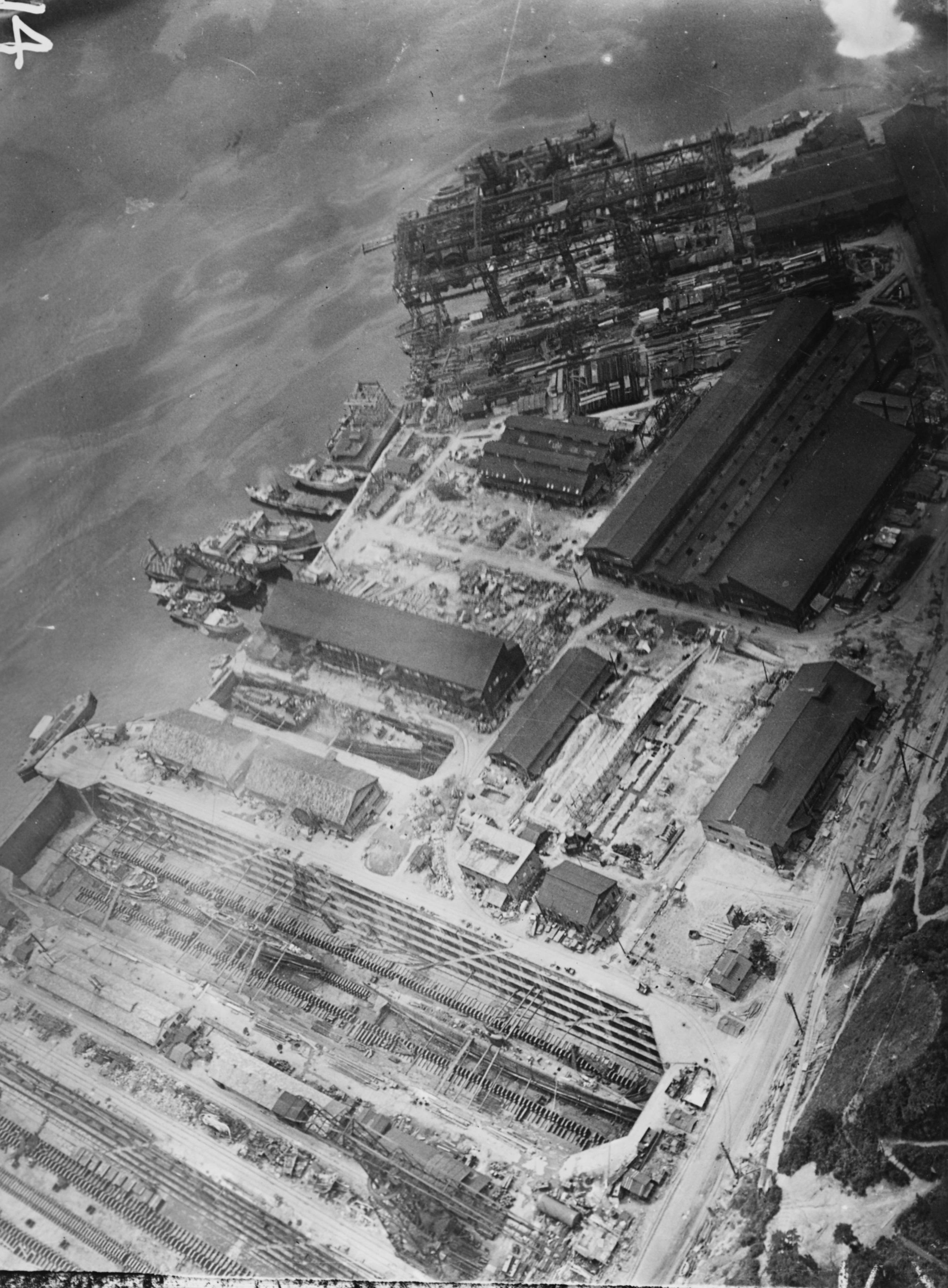
마이즈루 해군 공창, 1945

마이즈루 해군 공창(舞鶴海軍工廠)은 교토부 마이즈루시에 있었던 일본 제국 해군 공창의 공창이었다. 구축함 건조를 많이 다루었다. 현재는 재팬 마린 유나이티드의 마이즈루 사업소이다.

## 개요

### 2차 대전 이전
전국 항구를 답사한 일본 해군은 1889년에 전국에서 4번째 진수부로서 동해의 마이즈루를 선택하고, 군항으로 정비하기로 결정했다. 그러나 마이즈루의 진수부 설치는 지연되었고, 실제로 설치된 것은 12년 후인 1901년 10월이었다. 진수부 설치와 전후해 있던 ‘조선 공장’은 처음에는 함정 정비나 할 수 있을 정도의 설비였지만, 2년 후 1903년 11월에 마이즈루 해군 공창에 조직 개편을 통해 점차적 시설을 충실하게 구비해 나갔다. 그 후, 마이즈루 해군 공창은 구축함 건조 중심을 담당하게 되었다. 1923년 4월 워싱턴 해군 군축 조약의 영향으로 일시적 공작부로 격하되었지만, 구축함을 건조하는 주도적 입장은 변함이 없었고, 1936년 7월에 조병창으로 복귀하여 전쟁 종반까지 구축함 건조를 계속했다.
앞서 언급했듯이 마이즈루 해군 공창은 구축함 건조의 주도적 역할을 했다. 마이즈루에서는 각 유형의 1번함을 건조하고, 그 노하우로 2번함 이후를 각지의 조선소에서 건조하는 예가 많았다.
- 후부키급 구축함
- 가게로급 구축함
- 유구모급 구축함
- 시마가제급 구축함
- 아키즈키급 구축함
- 마추급 구축함

위의 각 1번 구축함이 이곳에서 건조되었다. 또한 구축함은 새로 개발된 기관 (엔진)이 시험적으로 도입되는 경우가 많았으며, 이 분야에서도 마이즈루 해군 조선소가 주도하고 있었다.
그외, 1944년 5월 철강재 부족을 보충하기 위해 이곳 해군 조선소의 기술 중령이었던 하야시 쿠니오에 의해 콘크리트 선인 다케치마루(武智丸)가 설계되어 효고현 다카사고시의 조선소에서 건조되었다. 이 콘크리트 선박은 1944년부터 1945년까지 사용된 후 1947년부터 히로시마현 구레시 야스우라(安浦) 어항에서 방파제로 전용되었다.

### 전후
제2차 세계 대전이 끝난 후 시설은 이노산업(飯野産業)이 인수하여 조선업을 계속했고, 회사는 이노 중공업(飯野重工業), 마이즈루 중공업(舞鶴重工業), 히타치 조선(日立造船), 유니버설 조선(ユニバーサル造船)으로 바뀌었고, 현재는 재팬 마린 유나이티드의 마이즈루 사업소가 되었다. 민간 조선소가 현재에도 함정 건조를 계속하고 있어서 현재에도 동해 연안 최대의 조선소로 알려져 있다.

## 연혁

### 전쟁
- 1889년 마이즈루에 군항 설치를 결정.
- 1901년 마이즈루 진수부 개설 전후하여 ‘마이즈 조선 공장’을 설립.
- 1903년 ‘마이즈루 조선 공장’을 ‘마이즈루 해군 공창’ 조직 개편.
- 1904년 제1 도크(현 2호 도크) 완성
- 1914년 제2 도크(현 3호 부두) 완성 (당시 일본에서는 최대의 도크)
- 1923년 마이즈루 진수부는 요항부로 강등. ‘이즈루 조병창’도 ‘마이즈루 공작부’로
- 1936년 ‘마이즈루 공작부’가 ‘마이즈루 해군 조선소’로 복귀
- 1939년 마이즈루 진수부 다시 설치.
- 1941년 13호 크레인 완성 (설치 장소를 이동하여 현재도 가동 중)

### 전후
- 1946년 이노 산업 마이즈루 조선소 설립, 조병창 시설을 인수한다.
- 1953년 이노 중공업으로 사명 변경
- 1963년 히타치 조선의 산하에 들어가, 마이즈루 중공업으로 사명 변경
- 1971년 히타치 조선과 합병 하여 히타치 조선 마이즈루 공장이 된다.
- 2002년 선박 부문 분리, 유니버설 조선 마이즈루 사업소가 된다.
- 2013년 합병 재팬 마린 유나이티드의 마이즈루 사업소가 된다.

## 참고 문헌
- 마이즈루이 근대화 유산 보관됨 2016-05-04 - 웨이백 머신
- 관보

## 같이 보기
- 조병창
- 해군 공창